# Частикова, Эльвира Николаевна
Эльви́ра Никола́евна Ча́стикова (род. 8 декабря 1946, посёлок Павлищев Бор, Калужская область) — российская поэтесса, редактор, писательница, библиотекарь, мемуаристка, заслуженный работник культуры Российской Федерации (2002), член Союза писателей России (1992).
Заведующая читальным залом Центральной библиотеки города Обнинска. Автор 14 поэтических сборников, книги сказок для детей, автобиографической прозы. Стихи публиковались в России, Латвии, Казахстане, Украине, Германии, США.
Муза боровского художника-самоучки Владимира Александровича Овчинникова.

## Биография
Родилась в семье воспитателей детского дома. Окончила библиотечный факультет Московского государственного института культуры. Заведующая читальным залом Центральной библиотеки города Обнинска. Входила в обнинское литературное объединение «Шестое чувство». Первая публикация состоялась в журнале «Москва» в 1979 году. Член Союза писателей России (с 1992) по рекомендации Михаила Дудина, Николая Тряпкина, Николая Старшинова. Заслуженный работник культуры Российской Федерации (2002). Руководитель обнинского литературного объединения «Сонет» (с 2008 года, после смерти первого руководителя Джона Лебедева).
Более 20 стихотворений Частиковой положены на музыку и стали песнями. Некоторые стихотворения переведены на украинский язык.
Живёт в Обнинске.

## Владимир Овчинников и Эльвира Частикова в Боровске

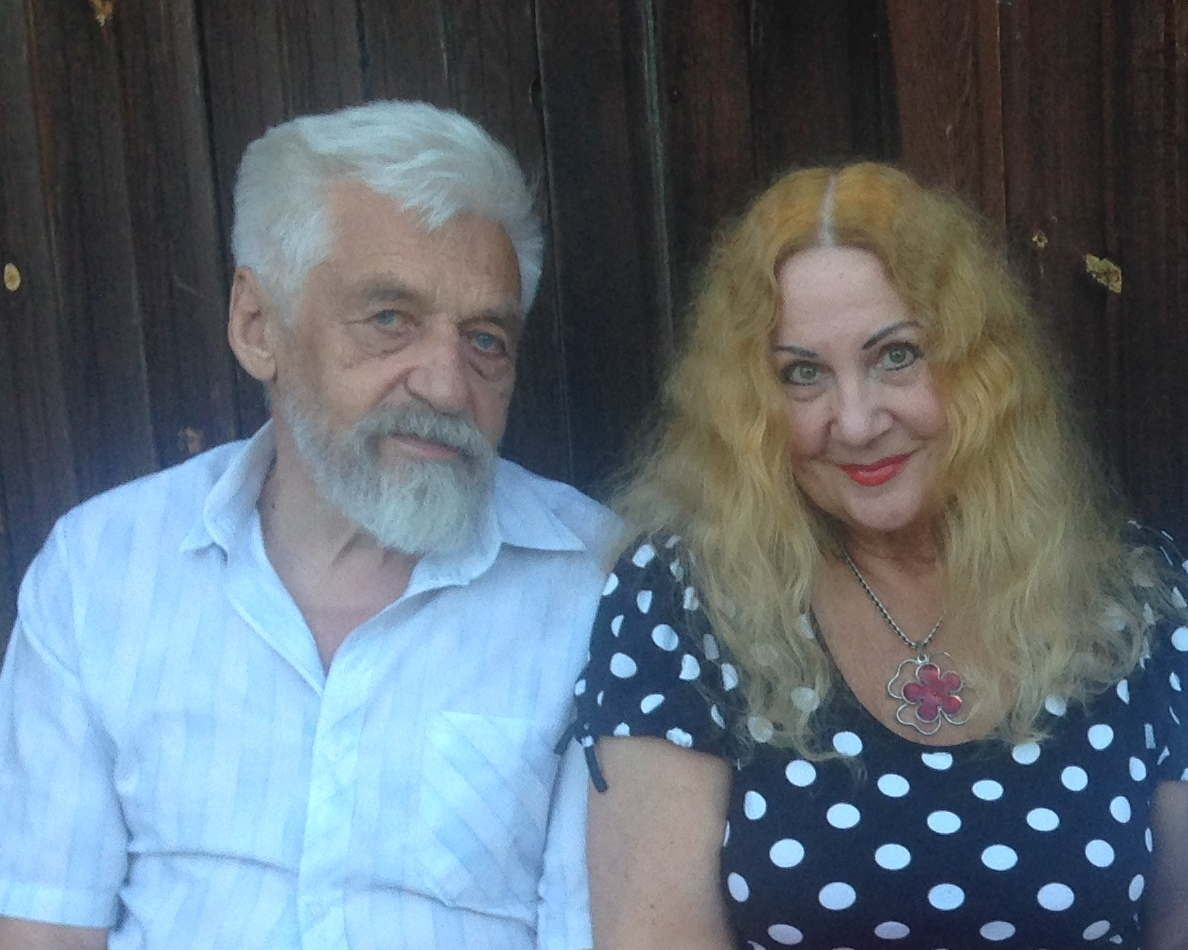
Эльвира Частикова с Владимиром Овчинниковым (2018)

В читальном зале Центральной библиотеки Обнинска Эльвира Частикова познакомилась с женатым на тот момент Владимиром Овчинниковым, бывшим инженером-строителем на пенсии, переселившимся из Москвы в Боровск. Овчинников привёз её и показал ей Боровск:
Вдруг я его увидела, и услышала, и почувствовала, — вспоминает Эльвира, — и это произошло совершенно неожиданно, будто я была с опущенными глазами и просто подняла их. Честно говоря, испугалась, подумала, что надо отсюда уходить, ведь дома муж, дети, внуки. Но оказалось, что бежать от нового чувства было уже поздно, я пропустила этот момент…

Частикова была четвёртой женой Овчинникова. В течение пяти с половиной лет, начиная с 2002 года, Овчинников, художник-самоучка, сделал около ста росписей стен домов Боровска. Темы они выбирали вместе. Многие росписи сопровождались стихами Эльвиры Частиковой.
В соавторстве с Владимиром Овчинниковым как художником Эльвира Частикова опубликовала пять книг: «На два голоса» (2002), «Триада» (2003), «Боровское направление» (2003), «Параллельный город» (2005) и «Заговорившие стены» (2008).

## Награды и премии
- Медаль года литературы «За особый вклад в книжное дело». Награда Организационного комитета по проведению в РФ Года литературы (2015), за подписью С. Е. Нарышкина (Москва).
- Литературная премия имени М. Цветаевой (1998, за поэтический сборник «С натуры»)[6].
- Заслуженный работник культуры Российской Федерации

## Цитаты
Валерий Прокошин, 2002:
Всегда куда-то спешащая Эльвира Частикова…

## Публикации Эльвиры Частиковой

### Книги
- Эльвира Частикова. Блок из 13-и стихотворений // Я — гений! Красная книга ДОСОВ и миражистов. — Красноярск: Литера-принт, 2018. — С. 128—139. — ISBN 978576–025–5.
- Эльвира Частикова. Кисть и слово - чем не основа? (Стихи с илл.): Художественно-поэтический альбом. — Боровск: Красивый поворот, 2018. — 114 с. цв. илл.
- Э. Частикова. Вектор: Книга стихов. — Обнинск: Кредо, 2018. — 237 с.
- Э. Частикова. Верба: Повесть, рассказы, притчи, эссе. — Обнинск: Кредо, 2017. — 200 с. — ISBN 978-5-905362-24-8.
- Э. Частикова. Жизнь-желание: Стихи. — Обнинск: Кредо, 2016. — 204 с.
- Э. Частикова. Вечный муж: Сборник стихов. — Передел: Рикошет, 2015. — 114 с.
- Э. Частикова. Перепись звёзд: Сборник поэзии. — Боровск: Красивый поворот, 2015. — 130 с.
- Э. Частикова. Опасный возраст: Проза поэта. — Обнинск: Кредо, 2014. — 240 с.
- Э. Частикова. Русский ребус: Стихи и эссе. — Боровск: Красивый поворот, 2011. — 174 с.
- Э. Частикова. От дворца до дворца: Сюжетный портрет судьбы: Автобиографическая проза. — Боровск: Красивый поворот, 2010. — 174 с.
- Валерий Прокошин. Прогулки по Боровску: Стихи. Эльвира Частикова. Однажды в Боровске: Стихи. — Боровск: Красивый поворот, 2008. — 112 с.[1][11].
- Параллельный город Владимира Овчинникова и Эльвиры Частиковой: Художественно-поэтический альбом. — Обнинск: Принтер, 2005. — 48 с.: илл.
- Э. Частикова (В соавторстве с Владимиром Овчинниковым как художником). Боровское направление. — 2003.
- Э. Частикова. Триада: Хайку по-русски. — Обнинск: Принтер, 2003. — 64 с.
- Э. Частикова (В соавторстве с Владимиром Овчинниковым как художником). На два голоса. — 2002.
- Валерий Прокошин, Эльвира Частикова. Новая сказка о рыбаке и рыбке: Стихи. — Обнинск: Принтер, 1999. — 96 с. (Второе издание — 2000).
- Э. Частикова. Тайна старинного зеркала: Сказки для детей. — Калуга: Золотая аллея, 2000.
- Э. Частикова. В осенних зеркалах: Стихи. — Калуга: Золотая аллея, 2000.
- Э. Частикова. Александр и Наталья: Стихи. — Калуга, 1998.
- Э. Частикова. С натуры: Стихи. — Обнинск, 1996.
- Э. Частикова. Пока душа и тело неразлучны: Стихи. — 1995.
- Э. Частикова. Почему улыбаются гномы: Стихи для детей. — Калуга: Золотая аллея, 1993.
- Э. Частикова. Дыхание: Стихи. — Тула, 1991.
- Э. Частикова. Друзьям: Стихи. — Горький, 1989.
- Э. Частикова. Два горизонта: Стихи. — Москва, 1989.

### Отдельные публикации
- Мантра: 19 стихотворений. — В кн.: Сорок сороков. Таруса, «Издат. дом ТТ», 2015, стр. 237—241.
- Музыка осени: пять стихотворений // Первый Всероссийский литературный журнал «Лиффт», 2016, № 1, стр. 34 — 35.
- На Обнинских перекрёстках: сказки, стихи, рассказы, байки, поэтические витражи. — Санкт-Петербург. 2015, 480 стр.
- Семейное счастье: три рассказа // «Лиффт», 2015, № 1, стр. 123—125.
- С любовью к малой родине: стихи моему городу // Грани успеха, Москва, 2016, № 8, стр. 65.
- Чехову посвящается: стихи // «Журнал ПОэтов», 2015, № 1.
- Стихи Волошину // «Журнал ПОэтов», 2013, № 4.
- Золотая река: цикл стихов // Синие мосты, Калуга, 2013, вып.1, стр. 99- 102.
- Чудо воскресения: рассказ // Берегиня — журнал для вас, Москва, 2013, № 4, стр.51 — 56.
- Срочное лекарство: рассказ // Берегиня — журнал для вас, Москва, 2013, № 5, стр. 39 — 41.
- Непредставимое: три рассказа // Траектория творчества, Таруса, 2012, № 2, стр. 131—137.
- На оживлённых перекрёстках: цикл верлибров // Зинзивер, Москва, 2012, № 3.
- После точки: история с элементами мистики // Футурум Арт, Москва, 2011, № 4.
- «Здесь жили поэты…» (недоступная ссылка) // Централизованная библиотечная система города Обнинска.
- Новогодняя коллекция // Берегиня, Москва, 2010, № 6.

### Интервью
- Поэты — замкнутая каста современности? Интервью Владимиру Монахову // 45-я параллель. — № 3 (171).
- Беседа в перерывах между стихами // Форум (Торонто). — 2005. — № 34.

### Редактор
- Под знаком Пушкина: [Сборник произведений обнинских литераторов]. — Обнинск, 1999.